# 2022年冬季奥林匹克运动会吉尔吉斯斯坦代表团
2022年冬季奥林匹克运动会吉尔吉斯斯坦代表团是吉尔吉斯斯坦所派出的2022年冬季奥林匹克运动会代表团。这是该国第八次参加冬季奥运。

## 高山滑雪
根据国际滑雪联合会公布的各代表团所获席位列表，吉尔吉斯斯坦在高山滑雪项目上共可派出一名男选手参赛。
| 运动员         | 项目     | 第一次 | 第一次 | 第二次 | 第二次 | 总计 | 总计 |
| 运动员         | 项目     | 时间   | 排名   | 时间   | 排名   | 时间 | 排名 |
| -------------- | -------- | ------ | ------ | ------ | ------ | ---- | ---- |
| Maksim Gordeev | 男子曲道 | DNF    | DNF    | DNF    | DNF    | DNF  | DNF  |